# The Mercenaries
The Mercenaries (br: Os Mercenários / pt: O Último Comboio do Katanga) é um filme britânico-estadunidense de guerra lançado em 1968, dirigido por Jack Cardiff. Baseado no livro Dark of the Sun de Wilbur Smith, é estrelado por Rod Taylor, Yvette Mimieux, Jim Brown e Kenneth More. Música de Jacques Loussier. O filme é também conhecido nos Estados Unidos pelo título de Dark of the Sun.

## Sinopse
Congo Belga, 1960, um oficial é ordenado, juntamente com um grupo de mercenários em um trem armado, a missão de resgatar os sobreviventes dos ataques dos simbas e uma fortuna em diamantes.

## Elenco
- Rod Taylor — Curry
- Yvette Mimieux — Claire
- Peter Carsten — Henlein
- Jim Brown — Ruffo
- Kenneth More — Doutor Wreid
- André Morell — Bussier
- Olivier Despax — Surrier
- Guy Deghy — Delage
- Bloke Modisane — Kataki
- Calvin Lockhart — Ubi
- Alan Gifford — Jansen
- David Bauer — Adams
- Murray Kash — Cochrane

## Prêmios e indicações
Laurel Awards 1968 (EUA)
- Indicado na categoria Action Performance (Rod Taylor)[1]